# Vicente Feola
Vicente Ítalo Feola (1. listopadu 1909 São Paulo – 6. listopadu 1975 tamtéž) byl brazilský fotbalový trenér, který dovedl brazilskou reprezentaci k zisku zlatých medailí na mistrovství světa ve fotbale 1958.

## Život
Byl potomkem přistěhovalců z Kampánie, v rodném São Paulu hrál jako obránce za Esporte Clube Americano, od roku 1936 trénoval Associação Atlética Portuguesa a později São Paulo FC, s nímž vyhrál Campeonato Paulista v letech 1948 a 1949. Od roku 1950 působil u brazilského národního týmu, zprvu jako asistent a roku 1957 byl jmenován hlavním trenérem. Na MS 1958 ve Švédsku vyhráli Brazilci poprvé v historii titul, ztratili jediný bod a měli skóre 16:4, je to jediné vítězství jihoamerického týmu na šampionátu konaném v Evropě. Feola překvapil využitím služeb psychologa, novým rozestavením 4-2-4 a nasazením teprve sedmnáctiletého Pelého, i když k tomuto kroku ho údajně přemluvili sami hráči. Feola vedl Brazilce také k vítězství na turnaji Taça do Atlântico 1960 a druhému místu na jihoamerickém šampionátu 1959, s olympijským výběrem se zúčastnil olympiády 1960 a olympiády 1964, kde jeho tým vypadl ve skupině. Krátce vedl také argentinský klub CA Boca Juniors.
K reprezentaci byl znovu povolán před mistrovstvím světa 1966, kde však Brazilci jako obhájci titulu vypadli už v základní skupině. Feola byl označen za hlavního viníka neúspěchu, byl kritizován za ústupky velkoklubům, které prosazovaly do týmu svoje hvězdy bez ohledu na formu, takže přípravného kempu se zúčastnilo 46 hráčů, což atmosféře v týmu neprospělo, za vinu se mu kladlo i podcenění evropských soupeřů. K brazilskému vyřazení ovšem přispěla také zranění klíčových hráčů Pelého a Garrinchy, stejně jako přístup rozhodčích, připouštějících velmi tvrdou hru.
Pod Feolovým vedením odehráli Brazilci 74 mezistátních zápasů, z toho 55 vítězných.